# Mimegralla melanotica
Mimegralla melanotica är en tvåvingeart som beskrevs av Willi Hennig 1935. Mimegralla melanotica ingår i släktet Mimegralla och familjen skridflugor. Inga underarter finns listade i Catalogue of Life.